# Aloys Resch
Georg Joseph Aloys Resch (* 4. Juni 1779 in Bamberg; † 22. August 1863 ebenda) war als Jurist königlich bayerischer Beamter und nebenberuflich als Historiker und Kunsthistoriker meist in Regensburg tätig. 
Aloys Resch war im Königreich Bayern als Jurist und Regierungsbeamter 1809 zunächst in Straubing als Kreissekretär tätig und wurde ab 1810 mit der Durchführung der  Säkularisation in Regensburg beauftragt. Dort hatte er die Aufgabe, die mit den Maßnahmen und Entscheidungen der Säkularisation befassten Sachverständigen als staatlicher Betreuer zu beraten. Seine Zuständigkeiten umfassten Bibliotheken, Archive, Kunstgegenstände und archäologische Grabungen. Schnell gewann Resch umfangreiche Kenntnisse über die damalige Regensburger Kulturlandschaft und auch über die Geschichte und Kunstgeschichte der Stadt Regensburg, mit der er sich in seiner Freizeit beschäftigte. 1830 bekam er die Aufgabe, König Ludwig I. bei dessen Besuch Regenburgs anlässlich der Einweihung der Walhalla die Sehenswürdigkeiten von Regensburg zu zeigen. Resch entwickelte sich zu einem Bildungsbürger der Übergangszeit zum 19. Jahrhundert und befreundete sich mit dem ab 1831 zum Generalkreiskommissar (Regierungspräsident) in Regensburg bestellten, restaurativ eingestellten Eduard von Schenk, der auch als Dichter tätig war. Resch begann eine umfangreiche Grafiksammlung mit mehr als 1000 Blättern über Regensburg anzulegen, die noch heute erhalten ist. 1830 war Resch Gründungsmitglied des  Historischen Vereins Regensburg, wurde dann auch schriftstellerisch tätig und verfasste Monografien zu Regensburger Bauwerken des Mittelalters. Neben einer bei Manz gedruckten Monografie über die Steinerne Brücke entstand 1834 auch ein aufwändiges, hundertseitiges Manuskript über den Regensburger Dom, das in drei Beilagenheften mit 216 grafischen Blättern bebildert war. Die drei Bildbände gingen zwar verloren, jedoch konnten die ursprünglichen Illustrationen in den Beständen des Fürstlichen Zentralarchivs  Thurn und Taxis nachgewiesen, erschlossen und dann den in der Monografie von Resch zitierten Stellen zugeordnet werden.
Die Resch-Monografie zum Regensburger Dom ist in 4 Abschnitte gegliedert: 
- Vorwort (enthält die Baugeschichte des Doms, 15 Seiten)
- 1. Das Äußere des Doms (Vier Kapitel entsprechend den vier Seiten des Doms, 15 Seiten)
- 2. Das Innere des Doms (Vier Kapitel und ein Kapitel zu den Türmen mit Glocken und Inschriften, 75 Seiten)
- 3. Die Aussicht vom Dom (Vier Kapitel entsprechend den vier Himmelsrichtungen, 7 Seiten)

Warum die auf 1838 datierte Resch-Monografie über den Regensburger Dom damals nicht gedruckt und publiziert wurde, ist unklar. Die Monografie ist während der von König Ludwig I. angeregten, 1834 begonnenen und 1839 abgeschlossenen Rückbaumaßnahmen der barocken Dom-Innenausstattung zum „stilgerechten“ gotischen Zustand des Regensburger Doms entstanden, die man als Purifizierung bezeichnete. Resch kannte also den alten Zustand des Doms und das macht seine Monografie besonders interessant. 10 Jahre nach der Resch-Monografie wurde die umfangreiche Monografie zum Regensburger Dom von Joseph Rudolf Schuegraf publiziert. Einige Aussagen in dessen Monografie sind in der Resch-Monografie bereits vorweggenommen. Resch verfügte damals aber wahrscheinlich über eine zu geringe Reputation, um eine Finanzierung der Drucklegung seiner Monografie mit den umfangreichen, den Text symbolisch begleitenden Illustrationen realisieren zu können, zumal er die Ausgaben für die Erstellung der Zeichnungen selbst finanzieren musste.
Als Resch 1839 Regensburg auf eigenen Wunsch hin verlassen wollte, versuchte er seine Dom-Monografie, die er als Schlussstein seiner historischen Forschungen bezeichnete, zu verkaufen. Er fand jedoch weder im damaligen Bischof Franz Xaver Schwäbl einen Abnehmer, noch in König Ludwig I, der zwar vom Manuskript sehr angetan war, es aber zurückschickte. Im Dezember 1839 bot Resch das Manuskript mit den Illustrationen dem Fürsten Maximilian Karl von Thurn und Taxis als Geschenk für dessen Hofbibliothek an, wo auch schon seine umfangreiche Grafiksammlung zu Regensburg aufgenommen worden war. Der Fürst bedachte ihn für seine wissenschaftliche literarische Forschung mit einem Ehrensold in Höhe von 15 Dukaten. Heute findet sich das Resch-Dom-Manuskript, das zu den ersten ausführlichen schriftlichen Auseinandersetzungen mit dem Regensburger Dom zählt, in den Beständen des Bayerischen Nationalmuseums und stellt zusammen mit der Sammlung von Ansichten des Regensburger Doms einen zusammengehörigen einzigartigen Komplex dar. Eine Edition des Dom-Manuskripts von Resch wurde inzwischen vom Historischen Verein Regensburg publiziert. 
1839 wurde Resch nach Ansbach versetzt und 1844 weiter nach Würzburg. 1849 wurde er im Alter von 70 Jahren in den Ruhestand entlassen. Er starb wahrscheinlich in Bamberg, jedoch ist das Sterbedatum nicht bekannt.